# Lijst van Lygosominae
Onderstaand een lijst van alle soorten skinken uit de onderfamilie Lygosominae. Er zijn 52 soorten in vijf geslachten, één geslacht is monotypisch en wordt slechts door een enkele soort vertegenwoordigd. 
- Soort Haackgreerius miopus
- Soort Lamprolepis leucosticta
- Soort Lamprolepis nieuwenhuisii
- Soort Lamprolepis smaragdina
- Soort Lepidothyris fernandi
- Soort Lepidothyris hinkeli
- Soort Lepidothyris striatus
- Soort Lygosoma albopunctata
- Soort Lygosoma angeli
- Soort Lygosoma anguinum
- Soort Lygosoma bampfyldei
- Soort Lygosoma boehmei
- Soort Lygosoma bowringii
- Soort Lygosoma corpulentum
- Soort Lygosoma frontoparietale
- Soort Lygosoma goaensis
- Soort Lygosoma guentheri
- Soort Lygosoma haroldyoungi
- Soort Lygosoma herberti
- Soort Lygosoma isodactylum
- Soort Lygosoma kinabatanganensis
- Soort Lygosoma koratense
- Soort Lygosoma laeviceps
- Soort Lygosoma lanceolatum
- Soort Lygosoma lineata
- Soort Lygosoma lineolatum
- Soort Lygosoma opisthorhodum
- Soort Lygosoma pembanum
- Soort Lygosoma peninsulare
- Soort Lygosoma popae
- Soort Lygosoma pruthi
- Soort Lygosoma punctata
- Soort Lygosoma quadrupes
- Soort Lygosoma samajaya
- Soort Lygosoma schneideri
- Soort Lygosoma singha
- Soort Lygosoma tabonorum
- Soort Lygosoma veunsaiensis
- Soort Lygosoma vosmaeri
- Soort Mochlus brevicaudis
- Soort Mochlus grandisonianum
- Soort Mochlus guineensis
- Soort Mochlus mabuiiforme
- Soort Mochlus mafianum
- Soort Mochlus mocquardi
- Soort Mochlus paedocarinatum
- Soort Mochlus productum
- Soort Mochlus simonettai
- Soort Mochlus somalicum
- Soort Mochlus sundevalli
- Soort Mochlus tanae
- Soort Mochlus vinciguerrae